# Xıl
Xıl è un comune dell'Azerbaigian situato nel distretto di Masallı. Conta una popolazione di 3 848 abitanti.